# 重口味 (電影)
《重口味》，是一部香港電影。包括三個單元故事：《驚嘩春夢》（黃智亨導演，郭子健監製）、《毒菇求愛》（莊少榮導演，伍健雄監製）、《有殺有賠》（羅耀輝導演，阮世生監製）。於2013年的紐約亞洲電影節舉辦全球首映。《重口味》由三位新導演執導，是一部結合黃、賭、毒的喜劇。
本片是電影演員茜利妹在移居台灣前最後電影演出。

## 剧情
- 《驚嘩春夢》：關楚耀、小肥兩個毒男大學生誤搬進「一樓一」大廈，變身拯救風麈女子超級英雄。
- 《毒菇求愛》：陳偉霆在送貨到迷幻派對而認識了陳靜，一場毒品風波，換來一場情海翻波。
- 《有殺有賠》：梁烈唯再次遇上暗戀對象苟芸慧，但有秘密任務在身的唯唯又要飲恨。

## 演員表

### 《驚嘩春夢》
| 演員   | 角色          | 關係／暱稱       |
| 關楚耀 | 顏千民        | 毒男             |
| 小肥   | 邱月清        | 毒男             |
| 詩雅   | 林寶兒        | 與顔千民有感情線 |
| 孫佳君 | 露雲娜        |                  |
| 鄭子誠 | 萬華標 / 子浩 | 警察 / 節目主持  |
| 林芊妤 | Amy           | 妓女             |
| 唐鯨凱 | Bibi          | 妓女             |
| 曾敏   | Ceci          | 妓女             |
| 張淨思 | SM女          |                  |
| 陳耀榮 | 肥谷          | 妓女             |
| 郭漢柱 | 瘦仔          | 妓女             |
| 周月心 | 多汁妓女      |                  |
| 林敏驄 | 賣魚佬        |                  |

### 《毒菇求愛》
| 演員   | 角色     | 關係／暱稱 |
| 陳偉霆 | 杰       |            |
| 陳靜   | Moon     |            |
| 邵音音 | 杰母     |            |
| 林盛斌 | Tony     | 杰朋友     |
| 蔡穎恩 | 杰前女友 |            |
| 梁祖堯 | 廚師     |            |
| 魯振順 | 紋身師   |            |
| 茜利妹 | 女警     |            |

### 《有殺有賠》
| 演員        | 角色       | 關係／暱稱          |
| 梁烈唯      | 古大鵬     |                     |
| 苟芸慧      | 謝穎欣     |                     |
| 鄭詩君      | 同學       |                     |
| 王書麒      | 炮仗哥     | 債主                |
| 張繼聰      | 超級英     | 黑幫老大            |
| 陳煒        | 老闆娘     |                     |
| 曹查理      | 古大鵬父親 |                     |
| 張立基      | 張立基     |                     |
| 邹文正      |            | 客串                |
| AOA         | 孖女       | 謝穎欣同學          |
| 吳依琳      |            | 客串                |
| 丁丁        |            |                     |
| Super Girls |            | 張立基伴舞 特別客串 |
| 羅彩玲      | Macy       | 超級英女友          |
| 許麗燕      |            | 客串                |

## 外部連結
- 《重口味 （页面存档备份，存于）》在香港雅虎的電影頁面（繁體中文）
- 香港影庫上《重口味》的資料（繁體中文）
- 豆瓣电影上《重口味》的資料 （简体中文）
- 时光网上《重口味》的資料（简体中文）
- AllMovie上《重口味》的资料（英文）
- 爛番茄上《重口味》的資料（英文）
- 互联网电影数据库（IMDb）上《重口味》的资料（英文）